# Un parell d'ous
La pel·lícula catalana Un parell d'ous és una comèdia musical que fou estrenada el 1985 (el 28 de gener a Barcelona i el 20 de maig de 1985 a Madrid) dirigida per Francesc Bellmunt, autor del guió juntament amb Rosa Vergés. Fou la primera col·laboració de TV3 en una pel·lícula per mitjà dels drets d'antena. Els diàlegs i les cançons van ser doblades al castellà.

Portada del disc de vinil de la banda sonora d'Un Parell d'Ous (1985) amb una il·lustració de Pere Joan Riera

## Sinopsi
David és un milionari de 30 anys que pretén ser parella de la Júlia, però ella el rebutja perquè diu que és avorrit i que no té "marxa". En un sopar amb antics amics de la facultat, David veu com uns col·legues de la Cristina, que compleix divuit anys, per tal de "felicitar-la", assalten el local simulant ser terroristes i organitzen un espectacle musical. Indiferent a la indignació general, David, que s'ha enamorat de la noia, aposta el seu iot a que podrà manipular la Cristina i convèncer-la que es casi amb ell. Per aconseguir-ho contracta un grup de creatius perquè li dissenyin un look de homeless per guanyar-se el cor de la Cristina apel·lant als seus bons sentiments.

## Repartiment

La Fura del Baus a Un parell d'ous, parlant amb el director en una pausa del rodatge.

- Àngel Alcázar - David
- Eva Cobo - Cristina
- Joan Borràs - Buscató
- La Fura del Baus a Un parell d'ous, parlant amb el director en una pausa del rodatge. Pere Ponce
- Miquel Forteza